# タルサ国際空港
タルサ国際空港（英: Tulsa International Airport）は、アメリカ合衆国のオクラホマ州タルサにある国際空港。市の中心部から8km北東に位置する。州内の空港ではオクラホマシティのウィル・ロジャース・ワールド空港に次いで利用者が多い。
オクラホマ空軍州兵の第138戦闘航空団（138th Fighter Wing）が配備されている。

## 歴史
1928年開港。翌1929年にタルサ市が購入し、市営空港となった。第二次世界大戦中に陸軍航空隊の航空機整備場が建設された。1963年に現在の名称になった。

## 施設
空港の敷地面積は1764haである。空港内には航空機の整備場や工場が建ち並んでいる。これらは戦時中に軍が建設した施設が民間に売却されたもので、特にアメリカン航空の整備場は規模が大きい。
旅客ターミナルは1960年代の建物だが過去に数回改修されている。最近では2010年から15年にかけてコンコースの設備を新調した。

## 主な航空会社
| 航空会社                   | 就航地                                                                                             |
| -------------------------- | -------------------------------------------------------------------------------------------------- |
| サウスウエスト航空         | ダラス（ラブフィールド）、ラスベガス、デンバー、ヒューストン（ホビー）、フェニックス、セントルイス |
| アメリカン航空             | ダラス、マイアミ、シカゴ（オヘア）                                                                 |
| アメリカン・イーグル       | ダラス、シカゴ（オヘア）                                                                           |
| デルタ航空                 | ダラス                                                                                             |
| デルタ・コネクション       | アトランタ、デトロイト、ソルトレイクシティ                                                         |
| ユナイテッド航空           | シカゴ（オヘア）、デンバー                                                                         |
| ユナイテッド・エキスプレス | シカゴ（オヘア）、デンバー、ロサンゼルス、シカゴ（オヘア）                                         |
| フロンティア航空           | ダラス                                                                                             |
| アレジアント航空           | ラスベガス                                                                                         |

### 貨物
- フェデックス・エクスプレス
- UPS航空
- ABXエア